# Bio, Lot

Bio este o comună în departamentul Lot din sudul Franței. În 2009 avea o populație de 308 de locuitori.

## Evoluția populației
| An        | 1975 | 1982 | 1990 | 1999 | 2006 | 2009 |
| --------- | ---- | ---- | ---- | ---- | ---- | ---- |
| Populație | 243  | 224  | 214  | 256  | 288  | 308  |